# Клементий Валерий Марцеллин
Клементий Валерий Марцеллин (лат. Clementius Valerius Marcellinus) — римский политический деятель второй половины III века.
Марцеллин происходил из Реции. До июня 268 года он находился на посту префекта II Вспомогательного легиона. Также Марцеллин был протектором. В 277—280 годах Клементий занимал должность презида (наместника) провинции Мавретания Тингитанская. Известно о том, что он был патроном африканского города Волюбилис.
Его супругой была Сутрония Валентина, а сыном, предположительно, Валерий Конкордий.